# Tetbury
Tetbury är en stad och en civil parish i distriktet Cotswold i grevskapet Gloucestershire i England. Orten har 5 472 invånare (2011).